# Xã Bartlett, Quận Shannon, Missouri
Xã Bartlett (tiếng Anh: Bartlett Township) là một xã thuộc quận Shannon, tiểu bang Missouri, Hoa Kỳ. Năm 2010, dân số của xã này là 443 người.